# Пливање на Летњим олимпијским играма 2024 — 400 м мешовито за жене
Трке на 400 метара мешовитим стилом за жене на Летњим олимпијским играма 2024. одржале су се 29. јула (квалификације и финале) на базену Дефанс арене у Паризу. Трка на 400 метара мешовитим стилом за жене је по 16. пут била део званичног олимпијског програма од њеног званичног дебија на ЛОИ 1956. године. 
За трке у овој дисциплини било је пријављено 16 такмичаркеи из 11 земаља. Титулу олимпијске првакиње освојила је Канађанка Самер Макинтош, док су сребрну и бронзану медаљу освојиле Американке Кејти Грајмс и Ема Вејант.

## Освајачи медаља
|                      | Резултат |                    | Резултат |                  | Резултат |
|                      |          |                    |          |                  |          |
| Самер Макинтош (CAN) | 4:27.71  | Кејти Грајмс (USA) | 4:33.40  | Ема Вејант (USA) | 4:34.93  |

## Званични рекорди
Пре почетка такмичења, званични рекорди у овој дисциплини су били следећи:
|                      | Име                  | Резултат | Место                   | Датум           |
| -------------------- | -------------------- | -------- | ----------------------- | --------------- |
| Светски рекорд СР    | Самер Макинтош (КАН) | 4:24.38  | Торонто (Канада)        | 16. мај 2024.   |
| Олимпијски рекорд ОР | Катинка Хосу (МАЂ)   | 4:26.36  | Рио де Жанеиро (Бразил) | 6. август 2016. |

## Квалификационе норме
Квалификациона норма за учешће у овој дисциплини износила је 4:38.53 и све такмичарке које су испливали трку у том времену на неком од званичних такмичења у периоду између 1. марта 2023. и 23. јуна 2024, стекле су право да учествују на Ирама у Паризу. У случају да довољан број пливача нема испливану квалификациону норму, следећи параметар је било селекционо време од 4:39.92. Свака од земаља је имала право да учествује са по максимално две такмичарке по дисциплини, под условом да обе имају испливану квалификациону норму. Одређен број учесничких квота је попуњен на основу специјалних позивница земљама које немају квалификованих спортиста у пливању.

## Резултати квалификација
Квалификационе трке у дисциплини 400 метара мешовитим стилом за жене су пливане 29. јула у јутарњем делу програма, са почетком од 11.00 часова по локалном времену (UTC+2). У квалификацијама је учествовало 16 пливачице из 11 земаља, пливало се у 2 квалификационе групе, а директан пласман у полуфинале остварило је 16 пливачица са најбољим резултатима.
| Пласман | Трка | Стаза | Пливачица           | НОК                       | Резултат | Нап. |
| ------- | ---- | ----- | ------------------- | ------------------------- | -------- | ---- |
| 1.      | 1    | 6     | Ема Вејант          | Сједињене Америчке Државе | 4:36.27  | КВ   |
| 2.      | 1    | 4     | Кејти Грајмс        | Сједињене Америчке Државе | 4:37.24  | КВ   |
| 3.      | 2    | 4     | Самер Макинтош      | Канада                    | 4:37.35  | КВ   |
| 4.      | 1    | 5     | Фреја Колберт       | Уједињено Краљевство      | 4:37.62  | КВ   |
| 5.      | 2    | 6     | Мио Нарита          | Јапан                     | 4:37.84  | КВ   |
| 6.      | 2    | 7     | Ела Рамзеј          | Аустралија                | 4:39.04  | КВ   |
| 7.      | 2    | 1     | Елен Волши          | Ирска                     | 4:39.97  | КВ   |
| 8.      | 1    | 7     | Кети Шенехен        | Уједињено Краљевство      | 4:40.40  | КВ   |
| 9.      | 2    | 5     | Џена Форестер       | Аустралија                | 4:40.55  |      |
| 10.     | 2    | 3     | Анастасија Горбенко | Израел                    | 4:41.64  |      |
| 11.     | 1    | 1     | Ела Јансен          | Канада                    | 4:42.06  |      |
| 12.     | 2    | 8     | Ема Караско         | Шпанија                   | 4:43.13  |      |
| 13.     | 2    | 2     | Агеха Танигава      | Јапан                     | 4:43.18  |      |
| 14.     | 1    | 3     | Вивијен Јакл        | Мађарска                  | 4:44.47  |      |
| 15.     | 1    | 2     | Сара Франчески      | Италија                   | 4:48.89  |      |
| 16.     | 1    | 8     | Ања Цревар          | Србија                    | 4:49.16  |      |

## Резултати финала
Финална трка је пливана 29. јула у вечерњем делу програма, са почетком од 20.30 часова по локалном времену.
| Пласман | Стаза | Пливачица      | НОК                       | Резултат | Нап. |
| ------- | ----- | -------------- | ------------------------- | -------- | ---- |
|         | 3     | Самер Макинтош | Канада                    | 4:27.71  |      |
| 2       | 5     | Кејти Грајмс   | Сједињене Америчке Државе | 4:33.40  |      |
| 3       | 4     | Ема Вејант     | Сједињене Америчке Државе | 4:34.93  |      |
| 4.      | 6     | Фреја Колберт  | Уједињено Краљевство      | 4:35.67  |      |
| 5.      | 7     | Ела Рамзеј     | Аустралија                | 4:38.01  |      |
| 6.      | 2     | Мио Нарита     | Јапан                     | 4:38.83  |      |
| 7.      | 8     | Кети Шенехен   | Уједињено Краљевство      | 4:40.17  |      |
| 8.      | 1     | Елен Волши     | Ирска                     | 4:40.70  |      |